# کلیف توربرن
کلیف توربرن (انگلیسی: Cliff Thorburn؛ زادهٔ ۱۶ ژانویهٔ ۱۹۴۸) اسنوکرباز حرفه‌ای بازنشستهٔ اهل کاناداست. او از تاکتیکی‌ترین بازیکنان تاریخ این رشته به‌شمار می‌رود. توربرن با کسب عنوان قهرمانی جهان در سال ۱۹۸۰ نخستین اسنوکربازی شد که از خارج بریتانیا قهرمان مسابقات جهانی شده است. او همان سال مرد شمارهٔ یک اسنوکر جهان شد.
توربرن همچنین نخستین اسنوکربازی است که در مسابقات جهانی موفق به ماکزیمم بریک شده است. به‌خاطر شیوهٔ کُند و تاکتیکی‌اش به او لقب سنگ‌ساب (The Grinder) دادند.